# Syngrapha uaureum
Syngrapha uaureum là một loài bướm đêm trong họ Noctuidae.